# Королевский династический орден Святых Георгия и Константина
Короле́вский династи́ческий о́рден Святы́х Гео́ргия и Константи́на (греч. Βασιλικό οικογενειακό τάγμα Αγίων Γεωργίου και Κωνσταντίνου) — государственная награда Королевства Греции. Учреждён в январе 1936 года королём Греции Георгом II в память о своих родителях, короле Константине и королеве Софии, и о своих деде и бабке короле Георге I и королеве Ольге, вместе с другой династической наградой — орденом Святых Ольги и Софии. Орденом награждались гражданские и военные лица за заслуги перед королевским домом. Носит имена святых Георгия Победоносца и Константина Великого.

## Описание
Орден Святых Георгия и Константина имел пять основных степеней, одну специальную степень и три степени медали:
- Цепь ордена
- Большой крест (греч. Μεγαλόσταυρος)
- Великий командор (греч. Ανώτερος Ταξιάρχης)
- Командор (греч. Ταξιάρχης)
- Офицер золотого креста (греч. Χρυσούς Σταυρός)
- Рыцарь серебряного креста (греч. Αργυρούς Σταυρός)
- Золотая медаль
- Серебряная медаль
- Бронзовая медаль

Орден Святых Георгия и Константина имеет знак ордена и звезду ордена. Три старшие степени имеют знак ордена и звезду ордена; три младшие степени — только знак ордена.
Орденская лента ордена Святых Георгия и Константина синяя, муаровая, по краям имеющая узкие полосы, пересечённые красными, белыми и синими чередующимися полосками.

## Знаки ордена
| Цепь ордена | Большой крест | Большой командорский крест | Командорский крест | Офицерский крест | Рыцарский крест |
| ----------- | ------------- | -------------------------- | ------------------ | ---------------- | --------------- |
|             |               |                            |                    |                  |                 |
|             |               |                            |                    |                  |                 |
|             |               |                            |                    |                  |                 |